# Уладівська сільська рада (Калинівський район)
| Уладівська сільська рада — сільська рада у складі Калинівського району Вінницької області. Адміністративний центр — село Уладівське. Сільській раді підпорядковані населені пункти: - с. Уладівське - с. Антонопіль - с. Вишневе - с-ще Яблуневе |

## Історія
Утворена в 1936 році.
Колишня назва — Жовтнева сільська рада; з 04.12.1986 р. центр сільради перенесено з Жовтневого в с. Уладівське, і сільраду перейменовано на Уладівську.

## Склад ради
Рада складається з 16 депутатів та голови.

## Керівний склад сільської ради
| ПІБ                       | Основні відомості                                                                  | Дата обрання | Дата звільнення |
| ------------------------- | ---------------------------------------------------------------------------------- | ------------ | --------------- |
| Лепетан Віктор Андрійович | Сільський голова, 1960 року народження, освіта, член Соціалістичної партії України | 26.03.2006   | 31.10.2010      |
| Лепетан Віктор Андрійович | Сільський голова, 1960 року народження, освіта вища, член Партії регіонів          | 31.10.2010   |                 |

Примітка: таблиця складена за даними джерела